# H.R. Haldeman
Harry Robbins Haldeman (ur. 27 października 1926 w Los Angeles, zm. 12 listopada 1993 w Santa Barbara) – amerykański polityk, szef personelu Białego Domu (1969–1973), znany z udziału w aferze Watergate.

## Życiorys
Jego ojciec był dostawcą sprzętu hydraulicznego, grzewczego i klimatyzacji oraz zwolennikiem Partii Republikańskiej. W młodości Haldeman był zaangażowany w ruch skautów. Podczas drugiej wojny światowej służył jako rezerwista w marynarce wojennej.
W 1948 ukończył zarządzanie na Uniwersytecie Kalifornijskim, później pracował w agencji reklamowej, w której był referentem rachunków, a od 1959 wiceprezesem biura firmy w Los Angeles.
Był zaangażowany w wiele kampanii Richarda Nixona, m.in. podczas wyborów na gubernatora Kalifornii w 1962 i wyborów prezydenckich w 1968. Uważano go za twórcę odświeżonego wizerunku i innowacyjnej strategii Nixona w zwycięskiej kampanii w 1968. Po objęciu urzędu przez Nixona w 1969 został szefem personelu Białego Domu, decydując o dostępie do prezydenta i zarządzając Białym Domem w sposób, który przyniósł mu przydomek „Żelaznego Kanclerza”.
Po włamaniu do siedziby Partii Demokratycznej 17 czerwca 1972 uczestniczył w próbach zatuszowania tej sprawy i stosowaniu innych „nieczystych zagrywek” podczas kampanii prezydenckiej w 1972. Po wybuchu afery Watergate śledczy domagali się udostępnienia taśm z nagraniami rozmów prowadzonych przez Nixona w Gabinecie Owalnym. Biały Dom udostępnił niechętnie część z nich. Na jednej z taśm odkryto tajemniczą 18,5-minutową przerwę. Gdy Sąd Najwyższy nakazał udostępnienie śledczym całości nagrań, okazało się, że chodziło o nagranie rozmowy prezydenta z Haldemanem. Rozmowa ta stanowiła rozstrzygający dowód, że prezydent Nixon osobiście uczestniczył w próbach tuszowania afery.
30 kwietnia 1973 Haldeman zrezygnował z funkcji i powrócił do Kalifornii. W 1975 został uznany za winnego spisku, krzywoprzysięstwa i utrudniania postępowania sądowego w związku ze swoją rolą w aferze i skazany na karę od 2,5 do 8 lat więzienia, z których faktycznie odsiedział 18 miesięcy. Zwolniono go w 1978.
Po wyjściu z więzienia opublikował autobiografię The Ends of Power (1978). Zajął się działalnością biznesową w branży nieruchomości i restauracyjnej. Zmarł na raka w wieku 67 lat. Miał żonę i czwórkę dzieci.